# Sankt Nikolai im Sölktal
Sankt Nikolai im Sölktal è una frazione di 585 abitanti del comune austriaco di Sölk, nel distretto di Liezen (subdistretto di Gröbming), in Stiria. Già comune autonomo, il 1º gennaio 2015 è stato fuso con gli altri comuni soppressi di Großsölk e Kleinsölk per costituire il nuovo comune.